# Eupithecia fumosae
Eupithecia fumosae är en fjärilsart som beskrevs av Charles Stuart Gregson 1887. Eupithecia fumosae ingår i släktet Eupithecia och familjen mätare. Inga underarter finns listade i Catalogue of Life.